# Mammút
Mammút är ett isländskt indierock-band.

## Medlemmar
- Andri Bjartur Jakobsson - trummor
- Alexandra Baldursdóttir - gitarr
- Arnar Pétursson - gitarr
- Katrína Mogensen - sång, keyboard
- Vilborg Ása Dýradóttir - bas

## Diskografi
Album
- Mammút (2006)
- Karkari (2008)
- Kinder Versions (2017)

Singlar
- Bakkus (2011)
- Salt (2013)
- Blóðberg (2013)
- Ströndin (2014)
- Breathe Into Me (2017)
- The Moon Will Never Turn On Me (2017)